# Співробітництво України і ЄС у сфері юстиції, свободи та безпеки
Співробітництво між Україною та ЄС у сфері юстиції, свободи та безпеки — здійснюється в рамках:
- Плану дій Україна — ЄС у сфері юстиції, свободи та безпеки (План дій ЮСБ, затверджений у червні 2007 р.)
- Плану-графіку його імплементації (затверджений у квітні 2008 р.).

Під час Спільного засідання Підкомітету № 6 Україна — ЄС «Юстиція, свобода та безпека» (12-13 травня 2009) проведено чергову спільну оцінку стану виконання Плану-графіку.
Питання співпраці у сфері ЮВС обговорювалося під час засідання міністрів юстиції та внутрішніх справ у форматі Україна-Трійка ЄС (3 червня 2009).

## Спрощення оформлення віз,реадмісіята перетин кордону
Україна та ЄС уклали Угоду про спрощення оформлення віз та Угоду про реадмісію осіб (підписані 18 червня 2007 р., ратифіковані 15 січня 2008).
Хоча відзначається поступове покращення ситуації з реалізацією Угоди про спрощення оформлення віз, Українська Сторона продовжує фіксувати випадки її порушень з боку консульських установ окремих держав-членів ЄС.
У травні 2009 під час третього засідання Спільного візового комітету передано українські пропозиції щодо розширення категорій громадян України, які могли б скористатися спрощеною візовою процедурою у рамках Угоди. Висунуто ініціативу стосовно скасування візових зборів за оформлення шенгенських віз усім категоріям громадян у рамках поступової лібералізації візового режиму між Україною та ЄС.
З метою імплементації Угоди про реадмісію осіб в 2008 введено в експлуатацію 2 пункти тимчасового утримання осіб, які незаконно перебувають в Україні. МВС вживаються заходи для відкриття ще 5 таких установ, на що планується виділити як бюджетні кошти (37 млн грн.), так і технічну допомогу ЄК (30 млн євро).
Триває підготовка до укладання імплементаційних протоколів між Україною та державами — членами ЄС.
24 червня 2009 р. створено Державну міграційну службу України як окремий центральний орган виконавчої влади, діяльність якого координується Урядом через Міністра внутрішніх справ.
У жовтні 2008 р. започатковано безвізовий діалог між Україною та ЄС. За результатами роботи робочих груп має бути підготовлено спільний документ з переліком умов запровадження безвізового режиму (планується схвалити у грудні 2009 р. на Саміті Україна — ЄС).
Діють угоди про місцевий прикордонний рух між Україною та Угорщиною, Словаччиною, Польщею. Тривають переговори з Румунією.
11 червня 2009 р. набула чинності Угода між Урядом України, Урядом Республіки Молдова та Єврокомісією про продовження мандату Місії ЄК з надання допомоги в питаннях кордону в Україні та Республіці Молдова (EUBAM) на 2 роки.

## Європол та Євроюст
Триває переговорний процес щодо укладення міжнародних договорів про співпрацю з Європолом та Євроюстом.